# 간교
간교(일본어: 元慶)는 일본의 연호 중 하나이다. 겐케이(일본어: げんけい)로도 읽을 수 있다.
- 전후 : 조간(貞観) 이후 - 닌나(仁和) 이전.
- 시기 : 877년 ~ 884년
- 천황 : 요제이 천황, 고코 천황

## 개원
- 조간 19년 4월 16일(율리우스력 877년 6월 1일)에 개원하여
- 간교 9년 2월 21일(율리우스력 885년 3월 11일) 닌나로 개원되었다.

## 출전
『주역』의 「元吉在上 大有慶也」

## 간교 시기에 일어난 일
- 3년
  - 일본문덕천황실록(日本文徳天皇実録 니혼몬토쿠덴노지쓰로쿠[*])가 완성되었다.
- 8년
  - 요제이 천황이 고코 천황에게 양위하였다.

## 서력과의 대조표
| 간교        | 원년       | 2년        | 3년        | 4년        | 5년        | 6년        | 7년        | 8년        | 9년        |
| ----------- | ---------- | ---------- | ---------- | ---------- | ---------- | ---------- | ---------- | ---------- | ---------- |
| 서기 (西紀) | 877년      | 878년      | 879년      | 880년      | 881년      | 882년      | 883년      | 884년      | 885년      |
| 간지 (干支) | 정유(丁酉) | 무술(戊戌) | 기해(己亥) | 경자(庚子) | 신축(辛丑) | 임인(壬寅) | 계묘(癸卯) | 갑진(甲辰) | 을사(乙巳) |

## 같이 보기
- 일본의 연호 일람

| 이전 조간 | 일본의 연호 877년 ~ 885년 | 다음 닌나 |